# ای‌کیو دوشیزه
ای‌کیو دوشیزه یک ستاره است که در صورت فلکی دوشیزه قرار دارد.